# Paphinia grandiflora
Paphinia grandiflora es una especie de orquídea de hábito terrestre. Es nativa de Brasil, donde se encuentra en los bosques ribereños del Río Negro, en el estado brasileño de Amazonas.

## Características
La clasificación de esta especies de orquídeas fue publicado por João Barbosa Rodrigues en Genera et Species Orchidearum Novarum quas Collecit, Descripsit et Iconibus Illustravit. Sebastianopolis, Two volumes: Vol. 1, 1877; Vol. 2 en 1882 .

## Sinonimia
- Paphinia nutans Houllet (1878)
- Paphinia grandis Rchb.f. ex R. Warner (1884)